# آلخاندرو آباسکال
آلخاندرو آباسکال (اسپانیایی: Alejandro Abascal‎؛ زادهٔ ۱۵ ژوئیه ۱۹۵۲) قایقران قایق بادبانی اهل اسپانیا است.